# 大阪电气通信大学短期大学部
大阪电气通信大学短期大学部（日语：／ Ōsaka Denkitsūshin Daigaku Tanki Daigakubu *）是过去一所位于日本大阪府寝屋川市的私立短期大学。前身是大阪电气通信短期大学（日语：／ Ōsaka Denkitsūshin Tanki Daigaku *）。

## 概要

### 简介
- 学校最早可以追溯到1941年[1][2]。短期大学为于1958年开办[2]、由学校法人大阪电气通信大学经营。招生到于2006年、停办于2008年[3]。为男女同校从开办。

### 历史
- 1958年 大阪电气通信短期大学成立并同时设置一个学科即电子工学科。
- 1959年 电子工学科第二部成立。
- 1962年 改校名为大阪電氣通信大学短期大学部。
- 1983年 第二部的学制从2年6个月缩短至2年。
- 1990年 电子工学科改名为电子信息学科。
- 1995年 电子信息工学专攻成立于专科。
- 1997年 电子信息学科第二部招生最后（正式停办于2002年）。
- 2006年 最后一年招生、次年停止招生（正式停办于2008年9月22日[3]）。

## 学校环境
- 校区：在了大阪府寝屋川市[注 1]

## 组织

### 学科
- 电子信息学科

### 前学科
| - 电子信息学科 - 第一部 - 第二部 |

### 专科
| - 电子信息工学专攻 |

### 业余课程
| - 没有 |

## 相关链接
- 日本短期大学列表